# Festival du cinéma israélien de Paris
Pour les articles homonymes, voir Festival du cinéma israélien de Carpentras.
Le Festival du cinéma israélien de Paris est un festival de cinéma israélien qui a lieu à Paris (France), créé en 2003,.

## Historique
En 2018, la ministre de la culture israélienne Miri Regev critique la programmation du film Foxtrot, puis Synonymes, en 2019, jugés antisionistes,.

## Fiche technique
- Présidente : Hélène Schoumann
- Directrice de production : Armelle Bayou
- Assistant de production : Lior Rosenblum
- Trésorière : Sophie Michelot
- Conception / réalisation du catalogue : Digi France-New Act
- Conception de la bande annonce : David Schoumann et Paul Begin – Baïkal Productions
- Conception de la musique de la bande annonce : Gaspar de Gaule
- Conception/ réalisation site internet : Samgraphiste